# Usina Hidrelétrica Salto do Iporanga
A Usina Hidrelétrica Salto do Iporanga é  uma usina hidrelétrica brasileira, situada no município de Juquiá, no estado de São Paulo, construída no leito do rio Assungui, afluente direito do rio Juquiá. É um empreendimento privado, pertencente à Companhia Brasileira de Alumínio do grupo Votorantim, classificada pela agência energética como de Auto-produção.

## Características
Situada a 200 km da capital do estado, Salto do Iporanga tem capacidade instalada total de 36,87 MW, com capacidade anual de produção de 235 GWh. A barragem possui 230 m de comprimento e altura de 77 m, no ponto de maior profundidade. Sua construção teve início em 1985 e foi concluída em 1989, quando começou a operar. Faz parte do Complexo Juquiá da Votorantim Energia, composto por 6 usinas hidrelétricas (Alecrim, Barra, Salto do Iporanga, Fumaça, França e Serraria) e 1 pequena central hidrelétrica (Porto Raso)

## Indústria do alumínio
A geração de Salto do Iporanga tem sua produção destinada à produção de alumínio, que em 2006 consumia sozinho 6% de toda a energia produzida no Brasil, sendo do total consumido em 2010 27% possui autogeração. Junto às usinas de Alecrim, Barra, França, Fumaça, Itupararanga, Jurupará, Ourinhos, Piraju, Porto Raso, Santa Helena, Serraria, Votorantim, Canoas I e Canoas II, Salto do Iporanga é uma das hidrelétricas da Companhia Brasileira de Alumínio no estado de São Paulo.